# Betty Trask
Betty Trask (egentligen Margaret Elizabeth Trask), född 1895, död 1983, var en engelsk författarinna och donator.
Trask, som var bördig från Frome i Somerset i England, föddes i en välbärgad familj verksam inom textilindustrin. Familjen hade bostäder både i Bath och i fashionabla delar av London. Efter faderns död blev tiderna knappare och Trask flyttade tillbaka till Frome tillsammans med sin mor.
Från mitten av 1930-talet och fram till 1957 publicerade Trask ett femtiotal romantiska romaner. De var mycket populära hos läsarna, men  har inte fått någon stor plats i litteraturhistorien.
Vid Betty Trasks död blev många förvånade då hon donerade hela 400 000 pund till en fond, förvaltad av The Society of Authors, ämnad att premiera debuterande författare inom romankonsten – (The Betty Trask Award).

## Några titlar
- I Tell My Heart
- Irresistible
- And Confidential
- Rustle of Spring
- Bitter Sweetbriar[2]

### Fotnoter
1. ↑  Chronological List The FictionMags Index
2. ↑  British National Bibliography